# Liolaemus islugensis
Liolaemus islugensis är en ödleart som beskrevs av  Ortiz 1987. Liolaemus islugensis ingår i släktet Liolaemus och familjen Tropiduridae.

## Underarter
Arten delas in i följande underarter:
- L. i. islugensis
- L. i. erguetae